# Gabriela Soukalová
Gabriela Soukalová (Jablonec nad Nisou, 1. studenog 1989.), češka biatlonka.

## Karijera
Biatlonom se počela baviti 2005. godine. Na Svjetskom juniorskom prvenstvu 2009. godine osvojila je zlatnu medalju u štafeti. Sezone 2008./09. debitirala je na Europa kupu. Najbolji plasman ostvarila je u sezoni 2010./11. kada je zauzela osmo mjesto, a u sprintu je osvojila mali globus. U Svjetskom kupu počela se natjecati od sezone 2010./11. U sezoni 2012./13. zauzela je 6. mjesto u generalnom plasmanu, a 2013./14. četvrto, kada je osvojila i mali kristalni globus za pojedinačnu disciplinu. 
Na Europskom prvenstvu osvojila je jednu srebrnu medalju, 2011. godine u sprintu, a na Svjetskom jednu brončanu u mješovitoj štafeti 2013. Na Olimpijskim igrama debitirala je 2010. godine bez većih uspjeha. Na Olimpijskim igrama 2014. godine postala je prva Čehinja, osvajačica olimpijske medalje u biatlonu, kada je osvojila srebro u masovnom startu. Srebro je također osvojila u mješovitoj štafeti. 

## Vanjske poveznice
- Službena web stranica
- Profil na stranici IBU